# Ribeirotte
Die Ribeirotte ist ein kleiner Fluss im Südosten Frankreichs, der im Département Var der Region Provence-Alpes-Côte d’Azur, östlich der Stadt Aix-en-Provence verläuft.

## Geographie

### Verlauf
Der Fluss entspringt an der Südwestflanke einer Bergkette im westlichen Gemeindegebiet von Le Val. Er entwässert mit einem Bogen über Süd generell in östlicher Richtung, passiert den Gemeindehauptort von Le Val und mündet nach insgesamt rund 15 Kilometern an der Gemeindegrenze von Carcès und Correns als rechter Nebenfluss in den Argens.

### Orte am Fluss
(Reihenfolge in Fließrichtung)
- Bramafon, Gemeinde Le Val
- Le Val
- Milan, Gemeinde Le Val
- Le Grand Baou, Gemeinde Le Val
- Fontainebleau, Gemeinde Le Val
- Le Vaillet, Gemeinde Correns